# Barry Desmond
Barry Desmond (* 15. Mai 1935 in Cork) ist ein ehemaliger irischer Gewerkschaftsfunktionär und Politiker der Irish Labour Party.

## Biografie
Desmond, der als Gewerkschaftsfunktionär beim Dachverband der Irischen Gewerkschaften (Irish Congress of Trade Unions (ICTU)) tätig war, begann seine politische Laufbahn als Kandidat der Irish Labour Party 1969 mit der Wahl zum Mitglied des Unterhauses. Dort vertrat er zunächst bis 1977 den Wahlkreis Dún Laoghaire and Rathdown und anschließend bis 1989 den Wahlkreis Dún Laoghaire.
Nach der Bildung einer Koalitionsregierung mit der Fine Gael unter Premierminister (Taoiseach) Garret FitzGerald war er zwischen Juni 1981 und März 1982 Staatsminister im Finanzministerium und als dortiger „Juniorminister“ insbesondere für die Wirtschaftsplanung zuständig.
Premierminister FitzGerald ernannte ihn am 14. Dezember 1982 in dessen zweiten Koalitionsregierung von Fine Gael und Labour Party zum Minister für soziale Wohlfahrt. Dieses Amt behielt er bis zum 14. Februar 1986 und war zugleich vom 14. Dezember 1982 bis zu seinem Rücktritt am 20. Januar 1987 Gesundheitsminister.
1989 verzichtete er auf eine erneute Kandidatur für das Unterhaus und trat stattdessen bei den Wahlen zum Europäischen Parlament. Nach seiner Wahl am 15. Juni 1989 war er bis 1994 Mitglied des 3. Europäischen Parlamentes.
Sein Vater Cornelius „Con“ Desmond war von 1966 bis 1967 Oberbürgermeister von Cork.